# 刑事確定訴訟記録法
刑事確定訴訟記録法（けいじかくていそしょうきろくほう、昭和62年6月2日法律第64号）は、刑事被告事件に係る訴訟の記録の訴訟終結後における保管、保存および閲覧に関する日本の法律である。
判決が確定した刑事裁判記録について、第一審を管轄した検察庁の検察官（保管検察官）が保管すると規定し（法2条1項）、保管検察官の裁量によって、保管期間を延長することが可能となっている（法2条3項）。
保管検察官は、再審の手続きのため必要と認めるときは、期間を定めて、保管期間満了後も、「再審保存記録」として保存し（法3条1項）、裁量によって保管期間を延長することが可能となっている（法3条4項）。
保管期間は量刑などに応じて判決書は3年乃至100年、それ以外の刑事裁判記録は3年乃至50年と規定している。
刑事法制や犯罪の調査研究のため重要な参考資料と判断した場合には法務大臣が「刑事参考記録」に指定して保存する（法9条）。2018年7月末時点で722件が刑事参考記録に指定されている。